# Angelner Dampfeisenbahn
Angelner Dampfeisenbahn (dansk Angler Dampjernbane) er en veteranbane i Angel, Sydslesvig. Veteranbanen blev etableret i 1979.
Veterantogene kører på den cirka 15 km lange strækning mellem Kappel og Sønder Brarup lidt syd for grænsen. Museumsbanens samling af lokomotiver og vogne er meget omfattende. Ved siden af svenske og norske vogne råder de også over et dansk damplokomotiv. Banen ejes nu af jernbaneklubben Freunde des Schienenverkehrs Flensburg.